# 落合鼎五
落合 鼎五（おちあい ていご、1893年（明治26年）3月11日 - 1953年（昭和28年）10月20日）は、大日本帝国陸軍軍人。最終階級は陸軍中将。

## 経歴・人物
宮崎県出身。1914年（大正3年）陸軍士官学校第26期卒業、陸軍歩兵少尉に任官。のち1922年（大正11年）陸軍大学校に入校し、1925年（大正14年）同校第37期卒業。
1938年（昭和13年）陸軍歩兵大佐・河南省特務機関長を経て、1939年（昭和14年）3月25日に歩兵第217連隊長となり、支那事変では南昌に駐屯し、錦江作戦などで奮闘した。ついで北支那方面軍司令部附となった。
大東亜戦争に突入すると第11軍司令部附・漢口特務機関長から第101警備司令官に転じた。その間、1941年（昭和16年）8月25日に陸軍少将、1944年（昭和19年）6月19日に第1独立守備隊長を補任された。
その後、1945年（昭和20年）4月30日に陸軍中将に昇進。さらに同年5月5日に陸軍歩兵学校附となり、翌月の6月1日、第225師団長（第2総軍、第15方面軍）に任ぜられ、兵庫県龍野に防衛陣地を構築中に終戦を迎えた。
1947年（昭和22年）11月28日、公職追放仮指定を受けた。

## 栄典
勲章
- 1941年（昭和16年）11月11日  - 勲二等瑞宝章[6]